# Instituto de Atenção à Saúde São Francisco de Assis
O Instituto de Atenção à Saúde São Francisco de Assis (HESFA) é um órgão suplementar de ensino, pesquisa e extensão que compõe o complexo médico-hospitalar da Universidade Federal do Rio de Janeiro (UFRJ) desde 1945. Em 10 de julho de 1879, Dom Pedro II inaugurava o Asylo de Mendicidade (cuja pedra fundamental foi colocada pela Princesa Isabel), único exemplar de arquitetura pan-óptica da América Latina. Em 1920 o asilo é transformado em hospital. Em 1978 foi desativado. Fundado como Hospital Escola em meados do século XIX, foi reaberto em 1988 pelo então reitor Luis Renato Caldas, atualmente atua nos níveis de baixa e média complexidade. Em 2013, o então Hospital Escola foi transformado em um instituto especializado. Está localizado na Avenida Presidente Vargas no Rio de Janeiro.